# أندي ألو
أندي ألّو (بالإنجليزية: Andy Allo)‏ (ولدت في 13 يناير 1989)هي مغنية وكاتبة أغاني وعازفة جيتار وممثلة أمريكية. وهي معروفة بظهورها في المسلسل الكوميدي الدرامي The Game، البرنامج الحواري Attack of the Show!، وأدائها الموسيقي في البرنامج الحواري جيمي كيميل لايف!. أصدرت أيضًا ثلاثة ألبومات، Unfresh وSuperconductor وHello، والتي تم تمويل آخرها من خلال PledgeMusic.

## النشأة والتعليم
ولدت «ألو» في باميندا، المنطقة الشمالية الغربية، الكاميرون، تطورت اهتماماتها بالموسيقى في سن مبكرة. علمتها والدتها العزف على البيانو في سن السابعة. كما ذهبت إلى مدرسة PNEU في بامندا، الكاميرون. وهي أصغر خمسة أشقاء. تحمل«ألو» جنسية مزدوجة في الولايات المتحدة والكاميرون وانتقلت مع شقيقتها سوزان إلى سكرامنتو في عام 2000 في سن الحادية عشرة، وانضمت إلى ثلاثة أشقاء آخرين. أُجبرت والدتها المولودة في كاليفورنيا، سو، على العودة بعد أن عانت من متلازمة التعب المزمن. والدها أندرو ألو عالم بيئة.

## مسار مهني
تم إصدار الموصل الفائق في 20 نوفمبر 2012، وظهر الألبوم لأول مرة في المرتبة الأولى في مخططات Soul وR&B في شركة أمازون في فرنسا والمملكة المتحدة والولايات المتحدة كما يضم الألبوم الموسيقيين ماسيو باركر وترومبون شورتي.  

## ديسكوغرافيا

### ألبومات
- (2009) UnFresh
- (2012) Superconductor
- (2015) Hello
- (2015) Oui Can Luv
- (2017) One Step Closer

## فيلموغرافيا
| عام  | عنوان         | وظيفة      | ملاحظات |
| ---- | ------------- | ---------- | ------- |
| 2017 | درجة الكمال 3 | راحة نفسية |         |

| عام  | عنوان       | وظيفة              | ملاحظات                                              |
| ---- | ----------- | ------------------ | ---------------------------------------------------- |
| 2018 | اضاءة سوداء | زوي ب.             | الحلقة: "كتاب العواقب: الفصل الثاني: أسود يسوع بلوز" |
| 2020 | حريق شيكاجو | الملازم ويندي سيجر | الموسم 8، دور متكرر                                  |
| 2020 | رفع         | نورا أنتوني        | دور أساسي                                            |

## روابط خارجية
- أندي ألو على موقع IMDb (الإنجليزية)
- أندي ألو على موقع ميوزك برينز (الإنجليزية)
- أندي ألو على موقع أول ميوزيك (الإنجليزية)
- أندي ألو على موقع ديسكوغز (الإنجليزية)
- أندي ألو على موقع قاعدة بيانات الفيلم (الإنجليزية)
- أندي ألو في قاعدة بيانات الأفلام على الإنترنت